# Allister Hogg
Pour les articles homonymes, voir Hogg.
Pas d'image ? Cliquez ici

a Compétitions nationales et continentales officielles uniquement.

b Matchs officiels uniquement.
Dernière mise à jour le 23/10/2018.
Allister Hogg, né le 20 janvier 1983 à Stirling (Écosse) est un joueur de rugby à XV. Il compte 48 sélections avec l'équipe d'Écosse, évoluant au poste de troisième ligne centre.

## Biographie
Il obtient sa première cape internationale le 14 février 2004 contre l'équipe du Pays de Galles. Il joue avec les Newcastle Falcons en Aviva Premiership depuis 2010.

## Palmarès
- 48 sélections
- 50 points (10 essais)
- Sélections par années : 12 en 2004, 9 en 2005, 7 en 2006, 11 en 2007, 8 en 2008, 1 en 2009
- Tournoi des Six Nations disputés: 2004, 2005, 2006, 2007, 2008, 2009
- Coupes du monde disputées : 2007